# Lípy svobody (Cholupice)
Lípy svobody v Cholupicích jsou významné stromy, které rostou v obci na křižovatce ulic Podchýšská a K Dýmači před hasičskou zbrojnicí nedaleko zastávky MHD Cholupice. Další dvě lípy svobody rostly u křížku na křižovatce ulic Podchýšská a Hrazanská.

## Popis
Lípy rostou u zbrojnice na malé ploše mezi komunikacemi. Obvod kmene mají 136 a 169 cm, výška není uvedena (r. 2016). V databázi významných stromů Prahy jsou zapsané od roku 2015.

## Historie
Lípy svobody byly vysazeny 30. dubna 1919 na připomínku vzniku Československé republiky.
Při slavnostní výsadbě byli přítomni vrchní komisař z Královských Vinohrad, občané Cholupic i mnoho obyvatel okolních obcí.
Původně čtyři lípy rostly na východní straně zbrojnice na půdorysu čtverce - dva stromy u zdi zbrojnice a dva směrem k návsi.
Téhož dne vysadili cholupičtí občané dvě další Lípy svobody u křížku na rozcestí silnic do Modřan a do Točné.
Dvě vzdálenější lípy u hasičské zbrojnice byly pokáceny po roce 1975, obě lípy u křížku mezi roky 1966 a 1975 při úpravě křižovatky.